# 郭隗
郭 隗（かく かい、郭隈とも）は、中国戦国時代の燕の学者であり政治家である。

## 人物
紀元前3世紀、燕は斉の湣王により滅亡寸前まで追い詰められた。内乱なども起こり燕の国政は大きく乱れた。燕の昭王は斉に復讐することを誓ったが、その頃、燕は復興が難しいほどに乱れていた。復興するには国を引っ張る賢者が必要だった。しかし、当時燕に自ら仕官する者などそうはいなかった。そこで昭王は学者の郭隗に相談した。すると郭隗は「賢者を得んと欲されるならば、まずは私をお使い下さいませ。私のような愚人が採用される事を知れば、全国から優れた武人や政治家が我先にと集まってきましょうぞ」と進言した。昭王は郭隗の意見を採用した。すると郭隗の読みは当たり、趙から政治家の劇辛、斉から陰陽家の鄒衍、さらに魏から楽毅が集まってきた。そして燕は次第に国力を増していった。これが「隗より始めよ」という故事成語の由来となった。